# Acció Jackson
Acció Jackson (títol original en anglès Action Jackson) és una pel·lícula estatunidenca dirigida per Craig R. Baxley, estrenada el 1988 i doblada al català.

## Argument
El sergent Jéricho Jackson, anomenat "Action" és policia a la ciutat de Detroit. En una ciutat on l'atur ateny rècords regna una despietada violència. Per haver-se oposat al magnat de l'automòbil Peter Dellaplane en haver detingut el seu fill, ha perdut el seu grau de tinent. Les ambicions de Peter són creixents: per atènyer altes funcions polítiques, fa assassinar diferents líders polítics per posar-hi homes de palla.

## Repartiment
- Carl Weathers: Sergent Jericho 'Action' Jackson
- Craig T. Nelson: Peter Dellaplane
- Vanity: Sydney Ash
- Sharon Stone: Patrice Dellaplane
- Thomas F. Wilson: Oficial Kornblau
- Bill Duke: Capità Armbruster
- Robert Davi: Tony Moretti
- Jack Thibeau: Detectiu Kotterwell
- Roger Aaron Brown: Oficial Lack
- Stan Foster: Albert
- Mary Ellen Trainor: Secretària
- Ed O'Ross: Stringer
- Bob Minor: Gamble
- David Glen Eisley: Thaw